# Viareggio
Viareggio é uma comuna italiana da região da Toscana, província de Lucca, com cerca de 63.290 habitantes. Estende-se por uma área de 31,88 km², tendo uma densidade populacional de 1985 hab/km². Faz fronteira com Camaiore, Massarosa, Vecchiano (PI). É a cidade natal de André Puccinelli, governador do estado brasileiro de Mato Grosso do Sul entre 2007 e 2014.

## Demografia
| Variação demográfica do município entre 1861 e 2011                               |
|                                                                                   |
| Fonte: Istituto Nazionale di Statistica (ISTAT) - Elaboração gráfica da Wikipedia |